# Bandeirantes

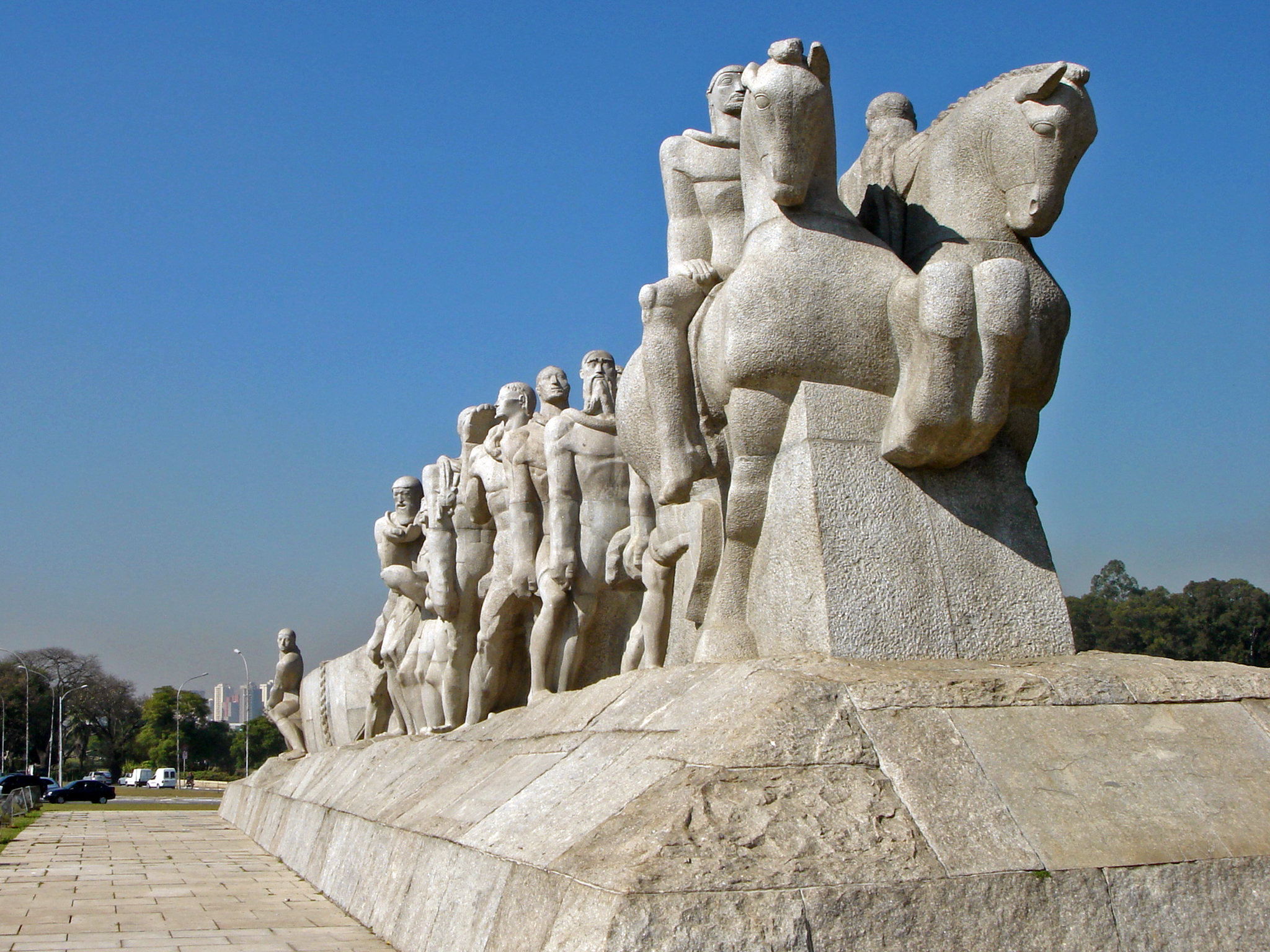
Monumento a las Banderas, de Victor Brecheret, Parque Ibirapuera, en São Paulo

Bandeirantes es el nombre dado a los sertanistas de la época colonial brasileña que, desde principios del siglo XVI, penetraron en el interior de América del Sur en busca de riquezas minerales, especialmente oro y plata, que abundaban en la América española, indígenas para esclavizar o exterminar quilombos. Contribuyeron en gran medida a la expansión territorial de Brasil más allá de los límites impuestos por el Tratado de Tordesillas, ocupando el centro oeste y sur del actual territorio brasileño. También descubrieron oro en Minas Gerais, Goiás y Mato Grosso.
Según Carvalho Franco, la mayoría de los bandeirantes eran descendientes de primera y segunda generación de portugueses en São Paulo, y los capitanes de las banderas eran de variados orígenes europeos. No sólo había descendientes de portugueses, sino también de gallegos, castellanos y cristianos nuevos, así como algunos casos de filiación genovesa, vasca, sarracena, napolitana y toscana, entre otros.  Constituían una minoría los segmentos de tropa de indios (esclavos y aliados) y caboclos (mestizos indio-blancos), normalmente alcanzando un máximo del veinte por ciento del contingente total, y realizar las tareas secundarias de la tropa, como el mantenimiento de los suministros y el cuidado de los animales de matanza. Informa Afonso d'Escragnolle Taunay, citando una carta del jesuíta Justo Mancila, que la segunda bandera, la de Nicolau Barreto, en 1602, estaba formada por 270 portugueses, un número elevado teniendo en cuenta que São Paulo tenía pocos habitantes: "En el año 1602, Nicolau Barreto salió de São Paulo para buscar y traer indios, con el pretexto de buscar minas, y llevó en su compañía 270 portugueses y tres clérigos". 
Partían de la Capitanía de San Vicente (después San Pablo), principalmente de ciudades que actualmente se encuentran en el Estado de São Paulo, razón por la cual São Paulo pasó a ser conocido como el "Estado Bandeirante". El nombre bandeirante proviene de la palabra portuguesa bandeira («bandera»), ya que se agrupaban usando banderas que los distinguían; en sentido figurado luego fueron llamadas bandeiras las propias bandas armadas, y también se llamaron bandeiras las incursiones paulistas en territorios reclamados por Portugal.
La villa de São Paulo o San Pablo era entonces distinta de las demás poblaciones portuguesas en América, porque no se encontraba en el litoral, sino enclavada sobre el altiplano que se alcanzaba tras subir la Sierra del Mar. Así, aislados del comercio y sin alternativas económicas, los habitantes pasaron a atacar a tribus autóctonas para hacerlos esclavos y venderlos principalmente en regiones productoras de azúcar, a menudo en coalición con otras tribus enemistadas con las primeras que participaban de su negocio. Sus actividades secundarias eran la minería y la agricultura que con el tiempo pasaron a dominar el panorama económico.
Los bandeirantes eran étnicamente diversos, con frecuencia mestiços, mulatos y mezclas de ambos, y era común que adoptaran costumbres del lugar como la poligamia informal, manteniendo múltiples esposas e hijos nativos fuera del matrimonio cristiano. A partir del siglo XVII, hablaban una lengua franca llamada general paulista, derivada del idioma de los indios tupíes. Los tupíes participaban en sus expediciones en gran número, pues podían llegar a representar hasta el 80 y el 90 % de la fuerza de una bandeira.
Debido a sus acciones violentas contra poblaciones lugareñas (especialmente contra los indígenas de origen guaraní, quienes pese a tener un antiguo origen común con los tupíes luego habían pasado a ser sus mayores rivales y enemigos), los bandeirantes fueron condenados por los sacerdotes de la Compañía de Jesús, que se volvieron sus enemigos y con quienes entraron en combate armado muchas veces. Los jesuitas armaron y entrenaron militarmente a los indígenas de las reducciones en defensa contra los paulistas, logrando frenarlas por un tiempo en la Batalla de Mbororé.
Mientras que en la historiografía española y la de los países limítrofes con Brasil los bandeirantes son considerados como una especie de piratas de tierra, en Brasil los bandeirantes son reconocidos por haber llevado las fronteras de la América Portuguesa mucho más allá de las establecidas en el Tratado de Tordesillas, por lo que definieron los límites actuales del territorio brasileño.

## Fernão Dias País Lemme

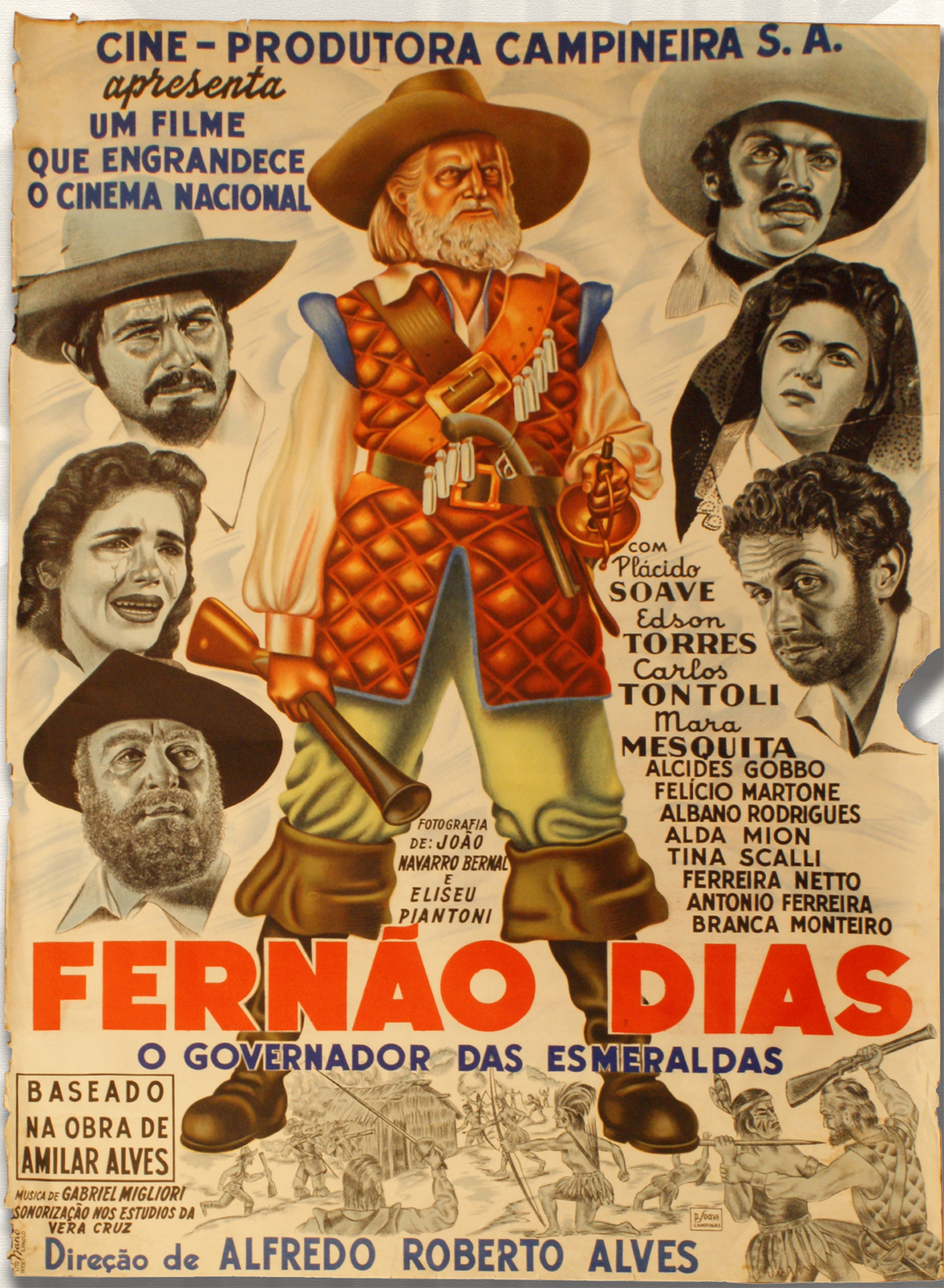
La película de 1979 El cazador de Esmeraldas

El bandeirante Fernão Dias nació en São Paulo en 1608 en una familia acomodada y pasó gran parte de sus primeros años de vida como agricultor en Pinheiros antes de convertirse en inspector de ingresos en 1626.

## Expansión de losbandeiranteshacia el sur
Los bandeirantes se expandieron hacia el Sur tanto por la progresiva ocupación del territorio como por las guerras, luchas o batalla.

## Descubrimiento de oro en el centro del continente
Minas Gerais fue muy importante en el descubrimiento de oro.
Un gran estado interior en el sureste de Brasil, es famoso por sus ciudades de la época colonial que datan de la fiebre del oro que vivió el país durante el siglo XVIII. Con calles de adoquines, mansiones decoradas e iglesias barrocas decoradas por el escultor Aleijadinho, estas ciudades incluyen São João del Rei, Tiradentes y Ouro Preto, la capital antigua. El famoso tren a vapor Maria Fumaça («María humeante») une a Tiradentes con São João del Rei.

## El mito de la ciudad perdida
Según el informe dejado por una bandeira no identificada (posiblemente a cargo de Joao da Silva Guimaraes), conocido como el Manuscrito 512 y conservado en la Biblioteca Nacional de Brasil, en 1753 aquellos aventureros descubrieron ocasionalmente ruinas de una antigua y desconocida ciudad en el sertón de la provincia de Bahía. El testimonio del documento jamás ha sido comprobado, en nuestros días es considerado la base del mayor mito arqueológico nacional en Brasil.